# Sergi Alpiste i Conde
Sergi Alpiste i Conde (Barcelona, 1968) és un violinista català.
Va començar a estudiar violí amb el seu pare, Josep Maria Alpiste, i amb Gonçal Comellas. Més endavant, continuà els estudis al Conservatori d'Utrecht amb Lex Korff de Gids, Emmy Verhey, Viktor Liberman i Philippe Hirshorn. De ben jove, va guanyar diversos premis. L'any 1994 va debutar al Palau de la Música Catalana amb el Concert per a violí i orquestra de Felix Mendelssohn. Ha enregistrat un disc de duos juntament amb Bernat Bofarull i és membre del Barcelona Collage.